# Arendașul român (film)
Arendașul român este un film de scurt metraj românesc din 1952 regizat de Jean Georgescu, care a ecranizat schița „Arendașul român” (1893) de Ion Luca Caragiale. Rolurile principale au fost interpretate de actorii Aurel Ghițescu, Constantin Ramadan și Gheorghe Ionescu-Gion.

## Distribuție
- Aurel Ghițescu — arendașul Arghir[1]
- Constantin Ramadan — țăranul Ion, scos dator de arendaș cu 10 zile de prașilă
- Gheorghe Ionescu-Gion — subprefectul județului (menționat Gr. Ionescu Gion)
- Nick Niculescu — primarul comunei
- Ilariu Popescu — prefectul județului
- Viorica Verbițchi
- Arcadie Donos
- Ion Pella
- Matei Cassvan (menționat Matei Casvan)
- Neofita Pătrașcu (menționat Neofita Patrascu)